# 広川町風力発電所
広川町風力発電所（ひろがわちょうふうりょくはつでんしょ）は、和歌山県広川町にある風力発電所である。

## 沿革
2004年度地域新エネルギー導入促進事業として計画がスタートし、2005年2月28日に完成。同年3月に稼働を開始し、4月に本格的に開始した。現在広川町には4つの風力発電所があるが、この発電所は広川町で最初の風力発電所である。

## 風力発電機
発電した電気はすべて関西電力株式会社に売却しており、予想発電量は2,360,000kwh。年間約557世帯の電気をまかなうことができるとしている。この風力発電所は広川町山本地区にあり、標高80mの丘の上で、夏は南東の風、冬は海から吹く北西の風で発電している。

## アクセス
- 湯浅御坊道路広川インターチェンジより、約10分